# 김소은
김소은(한국 한자: 金素恩, 1989년 9월 6일 ~ )은 대한민국의 배우, 모델이다.

## 생애
2003년 오리온 초코파이 정 - 수채화 편 광고를 통해 모델로 데뷔하였고 2005년 MBC 《슬픈 연가》를 통해 배우로 데뷔하였다.
2025년 4월 23일 디스패치 기사에 따르면 現축구선수 정동호와 1년째 열애중이라는 기사가 나왔다. 김소은은 現남친이자 축구선수인 정동호의 선물을 사러 쇼핑을 하던도중 한 여자 중학생이 김소은의 팬이라며 김소은을 알리게 해준 대표작품인 2015년 MBC 밤을 걷는 선비때부터 봐왔었다고 고백한뒤 김소은을 간지럼태웠다. 김소은은 너무 간지러운 나머지 자신이 마시고 있던 커피를 남친 아버지한테 쏟았고 남친 아버지로부터 정동호와 결별하라는 소리를 들은 김소은은 결국 정동호와 공개열애1년도 안된채 열애설을 부인했고 김소은은 그뒤로는 금융업계 종사자와 결혼을 전재로 1년째 열애중이라는 열애사실을 자신의 SNS에 발표해 많은 화제를 모은바 있다.
대표 작품 중 드라마로는 2009년 KBS 2TV 《꽃보다 남자》, 2012년 MBC 《마의》, 2015년 MBC 《밤을 걷는 선비》, 2016년 SBS 《우리 갑순이》, 2022년 KBS 2TV 《삼남매가 용감하게》 등이 있고 영화로는 2006년 《플라이 대디》, 2007년 《우아한 세계》 등이 있다.

## 경력
- 2009년 제5회 대한민국 국제 청소년영화제 홍보대사
- 2009년 제이에스티나 이미지 걸
- 2009년 대학패션위크 홍보대사
- 2010년 G20 정상회의 성공기원 스타 서포터즈
- 2011년 제12회 전주국제영화제 홍보대사
- 2013년 제34회 황금촬영상 홍보대사
- 2014년 제11회 서울환경영화제 홍보대사 (에코프렌즈)
- 2015년 대한민국 금융감독원 홍보대사

## 출연 작품

### 드라마
| 연도      | 방송사                                 | 제목                                                          | 역할                      | 비고      |
| --------- | -------------------------------------- | ------------------------------------------------------------- | ------------------------- | --------- |
| 2005      | MBC                                    | 《슬픈 연가》                                                 | 어린 박혜인 (김희선 아역) | 20부작    |
| 2005      | MBC                                    | 《자매바다》                                                  | 어린 송정희 (고정민 아역) | 155부작   |
| 2006      | KBS 2TV                                | 《KBS 드라마시티 - 첫사랑》                                   | 정희                      | 1부작     |
| 2007      | MBC 드라마넷                           | 《별순검 1》                                                  | 최수희                    | 20부작    |
| 2009      | KBS 2TV                                | 《천추태후》                                                  | 어린 황보수 (채시라 아역) | 78부작    |
| 2009      | KBS 2TV                                | 《꽃보다 남자》                                               | 추가을                    | 25부작    |
| 2009      | KBS 2TV                                | 《결혼 못하는 남자》                                          | 정유진                    | 16부작    |
| 2010      | KBS 1TV                                | 《바람 불어 좋은 날》                                         | 권오복                    | 173부작   |
| 2011      | MBC                                    | 《천 번의 입맞춤》                                            | 우주미                    | 50부작    |
| 2012      | 소후                                   | 《시크릿 엔젤》 (웹 드라마) (대한민국·중화인민공화국)         | 엘                        | 10부작    |
| 2012      | JTBC                                   | 《해피 엔딩》                                                 | 김은하                    | 24부작    |
| 2012      | MBC                                    | 《마의》                                                      | 숙휘공주                  | 50부작    |
| 2013      | 네이트 호핀 T 스토어 B tv MBC 에브리원 | 《방과 후 복불복》 (웹 드라마)                                | 김소은                    | 12부작    |
| 2014      | TvN                                    | 《라이어 게임》                                               | 남다정                    | 12부작    |
| 2015      | MBC                                    | 《밤을 걷는 선비》                                            | 이명희 / 최혜령           | 20부작    |
| 2015      | 네이버TV                               | 《도전에 반하다》 (웹 드라마)                                 | 반하나                    | 6부작     |
| 2016      | SBS                                    | 《우리 갑순이》                                               | 신갑순                    | 61부작    |
| 2016      | 소후                                   | 《두근두근 스파이크 2》 (웹 드라마) (대한민국·중화인민공화국) | 한다운 / 한아름           | 20부작    |
| 2017      | KBS 2TV                                | 《KBS 드라마 스페셜 - 당신은 생각보다 가까이에 있다》         | 이서연                    | 1부작     |
| 2018      | OCN                                    | 《그남자 오수》                                               | 서유리                    | 16부작    |
| 2020      | MBC 에브리원                           | 《연애는 귀찮지만 외로운 건 싫어!》                           | 이나은                    | 10부작    |
| 2021      | JTBC                                   | 《월간 집》                                                   | 남상순의 여자 친구        | 특별 출연 |
| 2022~2023 | KBS 2TV                                | 《삼남매가 용감하게》                                         | 김소림                    | 51부작    |
| 2022      | KBS 2TV                                | 《KBS 드라마 스페셜 - 유포자들》                              | 임선애                    | 1부작     |

### 영화
| 연도 | 제목                        | 역할               | 감독   | 비고 |
| ---- | --------------------------- | ------------------ | ------ | ---- |
| 2006 | 《플라이 대디》             | 장다미             | 최종태 |      |
| 2007 | 《우아한 세계》             | 강희순             | 한재림 |      |
| 2007 | 《두 사람이다》             | 김가연             | 오기환 |      |
| 2013 | 《방과 후 복불복 - 극장판》 | 김소은             | 정정화 |      |
| 2014 | 《소녀괴담》                | 소녀 귀신 / 정세희 | 오인천 |      |
| 2014 | 《현기증》                  | 꽃잎               | 이돈구 |      |
| 2020 | 《사랑하고 있습니까?》      | 소정               | 김정권 |      |

### 교양
| 연도 | 방송사 | 제목           | 역할   | 기간       | 비고 |
| ---- | ------ | -------------- | ------ | ---------- | ---- |
| 2012 | SBS    | 《모닝와이드》 | 인터뷰 | 2012.03.09 |      |
| 2012 | SBS    | 《모닝와이드》 | 인터뷰 | 2012.03.16 |      |

### 예능
| 연도 | 방송사       | 제목                          | 역할                     | 기간                     | 비고 |
| ---- | ------------ | ----------------------------- | ------------------------ | ------------------------ | ---- |
| 2009 | KBS 2TV      | 《상상플러스》                | 게스트                   | 2009.06.09               |      |
| 2009 | KBS 2TV      | 《해피투게더 3》              | 게스트                   | 2009.06.18               |      |
| 2010 | KBS 2TV      | 《해피투게더 3》              | 게스트                   | 2010.02.18               |      |
| 2012 | MBC 뮤직     | 《그 여자 작사 그 남자 작곡》 | 출연자                   | 2012.02.24~2012.05.05    |      |
| 2012 | XTM          | 《탑 기어 코리아 3》          | 게스트                   | 2012.11.25               |      |
| 2013 | KBS W        | 《글리터》                    | MC                       | 2013.08.02~2013.09.06    |      |
| 2014 | MBC          | 《우리 결혼했어요 4》         | 2번지 커플 (With 송재림) | 2014.09.20~2015.06.13    |      |
| 2014 | SBS          | 《한밤의 TV연예》             | 인터뷰                   | 2014.11.05               |      |
| 2014 | KBS 2TV      | 《해피투게더 3》              | 게스트                   | 2014.12.25               |      |
| 2016 | SBS 플러스   | 《스타그램》                  | 게스트                   | 2016.09.27               |      |
| 2017 | JTBC         | 《아는 형님》                 | 전학생                   | 2017.06.17               |      |
| 2017 | KBS 2TV      | 《배틀트립》                  | 여행자                   | 2017.07.08~2017.07.29    |      |
| 2019 | 올'리브      | 《수요미식회》                | 게스트                   | 2019.05.28~2019.10.08    |      |
| 2019 | JTBC         | 《괴팍한 5형제》              | 게스트                   | 2019.09.12               |      |
| 2020 | MBC 에브리원 | 《비디오스타》                | 게스트                   | 2020.08.04               |      |
| 2021 | SBS 플러스   | 《트렌드 레코드 2》           | 출연자                   | 2021.01.22~2021.02.26    |      |
| 2021 | 라이프타임   | 《스타일 미》                 | MC                       | 2021.09.26~2021.11.07    |      |
| 2022 | 동아TV       | 《스타일 미 2》               | MC                       | 2022.01.09~2022.02.27    |      |
| 2022 | 채널A        | 《블랙 : 악마를 보았다》      | 게스트                   | 2022.04.22               |      |
| 2022 | 동아TV       | 《스타일 미 4》               | MC                       | 2022.09.25~2022.11.20    |      |
| 2022 | JTBC         | 《아는 형님》                 | 게스트                   | 2022.11.26               |      |
| 2022 | 동아TV       | 《스타일 미 5》               | MC                       | 2022.12.11~2023.01.01    |      |
| 2023 | 동아TV       | 《스타일 미 6》               | MC                       | 2023..02.19 ~ 2023.03.12 |      |
| 2024 | SBS          | 《미운우리새끼》              | 영상출연(김승수편)       | 2023.01.28               |      |

### 라디오
| 연도 | 방송사     | 제목                       | 역할      | 기간                  | 비고 |
| ---- | ---------- | -------------------------- | --------- | --------------------- | ---- |
| 2014 | SBS 파워FM | 《케이윌의 영스트리트》    | 게스트    | 2014.07.02            |      |
| 2014 | SBS 파워FM | 《공형진의 씨네타운》      | 게스트    | 2014.07.03            |      |
| 2015 | KBS 쿨FM   | 《유인나의 볼륨을 높여요》 | 스페셜 DJ | 2015.12.07~2016.01.31 |      |
| 2020 | SBS 파워FM | 《김영철의 파워FM》        | 게스트    | 2020.03.12            |      |
| 2020 | SBS 파워FM | 《장예원의 씨네타운》      | 게스트    | 2020.03.19            |      |

### 뮤직비디오
| 연도 | 가수명          | 노래명               | 공동 출연 | 비고 | 출처 |
| ---- | --------------- | -------------------- | --------- | ---- | ---- |
| 2005 | 윤건            | 〈헤어지자고〉       |           |      | 보기 |
| 2005 | 먼데이 키즈     | 〈Bye Bye Bye〉      |           |      | 보기 |
| 2009 | 에이트          | 〈잘가요 내사랑〉    |           |      | 보기 |
| 2012 | 어쿠스틱 콜라보 | 〈첫사랑의 멜로디〉  | 이현우    |      | 보기 |
| 2013 | 임재욱          | 〈봄에게 바라는 것〉 |           |      | 보기 |

### 광고
| 연도 | 광고주         | 브랜드                                                 | 종류                     | 공동 출연 | 출처 |
| ---- | -------------- | ------------------------------------------------------ | ------------------------ | --------- | ---- |
| 2003 | 오리온         | 초코파이 정 - 수채화 편                                | 초코파이                 |           | 보기 |
| 2005 | 농심           | 쫄병스낵                                               | 과자                     |           | 보기 |
| 2005 | 케이티프리텔   | 케이티프리텔 - 버스정류장 편                           | 이동 통신                | 김기범    | 보기 |
| 2006 | 롯데칠성음료   | 델몬트                                                 | 주스                     |           |      |
| 2009 | 삼성전자       | 삼성 애니콜 보디가드 폰 - 소울의 보디가드 편           | 휴대 전화                | 김범      | 보기 |
| 2009 | 삼성전자       | 삼성 애니콜 보디가드 폰 - 소울의 보디가드 편           | 휴대 전화                | 김범      | 보기 |
| 2009 | 본아이에프     | 본죽                                                   | 죽                       | 김범      |      |
| 2009 | 동아오츠카     | 포카리 스웨트                                          | 스포츠 음료              |           | 보기 |
| 2009 | 연승어패럴     | 클라이드앤                                             | 옷                       | 샤이니    |      |
| 2009 | 로만손         | 제이에스티나                                           | 주얼리                   |           |      |
| 2009 | 존슨앤드존슨   | 클린앤클리어 클리어훼어니스                            | 화장품                   | 윤아      | 보기 |
| 2009 | 존슨앤드존슨   | 클린앤클리어 클리어훼어니스 파우더                     | 화장품                   | 윤아      | 보기 |
| 2009 | 동서식품       | 맥심 카페                                              | 커피                     | 장근석    | 보기 |
| 2009 | 동서식품       | 맥심 카페                                              | 커피                     | 장근석    | 보기 |
| 2010 | 롯데햄         | 아이타임                                               | 햄                       |           |      |
| 2013 | 인디에프       | 예스비                                                 | 옷                       |           |      |
| 2013 | 사임당화장품   | 사임당화장품                                           | 화장품                   |           |      |
| 2014 | 에미리         | 보타닉팜                                               | 화장품                   |           | 보기 |
| 2015 | 킹             | 캔디크러쉬 소다                                        | 모바일 게임              |           | 보기 |
| 2015 | 한국P&G        | 웰라                                                   | 헤어 컬러링              |           |      |
| 2015 | 넥슨           | 서든어택                                               | 온라인 게임              |           |      |
| 2015 | 360 세이프가드 | 360 토탈 시큐리티 (중화인민공화국)                     | 바이러스 검사 소프트웨어 |           |      |
| 2015 | 에스티로더     | 크리니크                                               | 화장품                   |           |      |
| 2016 | 네츄럴원       | 로하셀                                                 | 화장품                   | 온주완    | 보기 |
| 2018 | 비와이씨       | 란제리 브랜드 르송                                     | 옷                       |           |      |
| 2018 | LG유플러스     | LG유플러스 - 속도 용량 걱정 없는 데이터 로밍 요금제 편 | 이동 통신                |           | 보기 |
| 2018 | 질경이         | 질경이                                                 | 화장품                   |           |      |

## 음반 작품

### 비정규

#### 작사
- 2012년 《그 여자 작사 그 남자 작곡 Part 2》
  - 〈사랑이 서럽다〉 - 이정
  - 〈사랑이 서럽다 (Inst.)〉 - 이정

#### 노래
- 2018년 《그남자 오수 OST Part 3》
  - 〈Love, Love〉

### 참여

#### 작사
- 2012년 《신들의 만찬 OST》
  - 〈사랑이 서럽다〉 - 이정
  - 〈사랑이 서럽다 (Inst.)〉 - 이정

#### 노래
- 2018년 《그남자 오수 OST》
  - 〈Love, Love〉

## 수상 및 후보
| 연도 | 시상식           | 부문                            | 작품                                              | 결과 |
| ---- | ---------------- | ------------------------------- | ------------------------------------------------- | ---- |
| 2009 | KBS 연기대상     | 여자 신인상                     | 《천추태후》 《꽃보다 남자》 《결혼 못하는 남자》 | 수상 |
| 2012 | MBC 연기대상     | 여자 신인상                     | 《마의》                                          | 수상 |
| 2014 | MBC 방송연예대상 | 뉴스타상                        | 《우리 결혼했어요 4》                             | 수상 |
| 2014 | MBC 방송연예대상 | 베스트 커플상 (With 송재림)     | 《우리 결혼했어요 4》                             | 수상 |
| 2016 | SBS 연기대상     | 장편 드라마부문 여자 특별연기상 | 《우리 갑순이》                                   | 수상 |
| 2016 | SBS 연기대상     | 베스트 커플상 (With 송재림)     | 《우리 갑순이》                                   | 후보 |
| 2022 | KBS 연기대상     | 장편 드라마부문 여자 우수상     | 《삼남매가 용감하게》                             | 후보 |
| 2022 | KBS 연기대상     | 베스트 커플상 (With 김승수)     | 《삼남매가 용감하게》                             | 수상 |
| 2022 | KBS 연기대상     | 여자 드라마 스페셜·TV 시네마상  | 《KBS 드라마 스페셜 - 유포자들》                  | 후보 |